# Valeriana alliariifolia
Valeriana alliariifolia es una especie de planta  perteneciente a la antigua familia Valerianaceae, ahora subfamilia Valerianoideae.

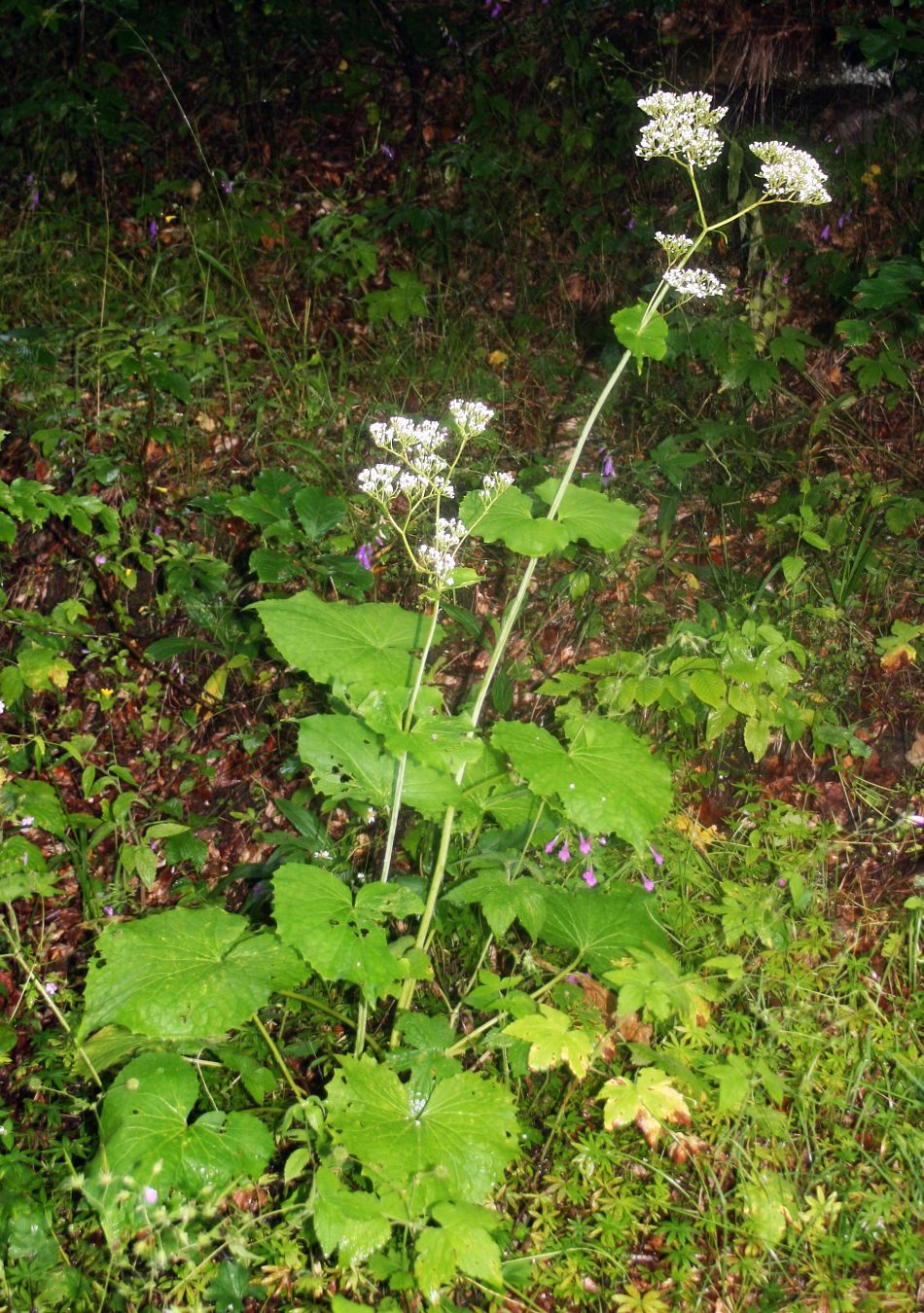
Vista de la planta

## Descripción
Es una planta herbácea que alcanza los 85-110 cm de altura con rizoma rugoso. Tiene hojas basales con grandes peciolos, cordadas  de 15-50 cm de longitud y 5-25 cm de ancho y las hojas superiores son más pequeñas y sésiles. Las flores  son diminutas de color blanco y muy numerosas produciéndose en la cima de la planta.

## Distribución y hábitat
Se encuentra en la región del Cáucaso (Azerbaiyán, Georgia, Daguestán y oeste de Ciscaucasia), Asia Occidental (Turquía, norte de Irán y norte de Irak) y Grecia (islas del Egeo). Crecen en los claros de bosques a una altitud de 1900-2300 m s. n. m.

## Taxonomía
Valeriana alliariifolia fue descrita por  Martin Vahl y publicado en Enum. Pl. (Vahl) ii. 11. 1805
Etimología
Valeriana: nombre genérico derivado del latín medieval ya sea en referencia a los nombres de Valerio (que era un nombre bastante común en Roma, Publio Valerio Publícola es el nombre de un cónsul en los primeros años de la República), o a la provincia de Valeria, una provincia del Imperio romano,  o con la palabra valere = "para estar sano y fuerte" por su uso en la medicina popular para el tratamiento del nerviosismo y la histeria.
alliariifolia: epíteto latino
Sinonimia
- Valeriana tiliifolia Troitsky[4]